# BSAC
BSAC (The British Sub Aqua Club) は、1953年にイギリスのロンドンにてオスカー・グーゲンとピータースモールによって「水中での探検、科学、スポーツなどの活動と、それらの安全性を促進する」ことを目的に設立された、世界最古のダイビングクラブ、教育機関（日本国内では指導団体）である。BSACの歴代の総裁はイギリス王室からも輩出され、王室と縁の深い団体である。

## BSAC年表
- 1953年　英国ロンドンにてピーター・スモールとオスカー・グージェンによってThe British Sub Aqua Club（BSAC）が創立される。
- 1955年　英国政府の諮問機関フィジカル・レクリエーション委員会からスポーツダイビングの公式団体として任命される。
- 1959年　スクーバ器材の生みの親であるフランスの海洋探検家ジャック・イブ・クストーを終身名誉会員として迎える。
- 1960年　初代BSAC総裁に英国王室エジンバラ公フィリップが就任。
- 1974年　ウェールズ公チャールズ皇太子がBSAC総裁に就任。
- 1987年　BSAC Japanが設立。
- 2014年　ケンブリッジ公ウィリアム王子が父親であるチャールズ皇太子から総裁職を引き継ぐ。

## 王室の総裁就任期間
- エディンバラ公フィリップ（1960年 - 1963年）
- チャールズ3世（1974年 - 2014年）
- ウィリアム王子（2014年 - ）